# Автошлях Т 1717
Автошля́х Т 1717 — автомобільний шлях територіального значення у Полтавській області. Проходить територією Великобагачанського та Глобинського районів через Мостовівщину — Великі Кринки — Глобине. Загальна довжина — 43,8 км.

## Маршрут
Автошлях проходить через такі населені пункти:
| Автошлях Т 1717          |              |
| Полтавська область       |              |
| Великобагачанський район |              |
| Мостовівщина             | E40М03       |
| Попове                   |              |
| Рокита                   |              |
| Глобинський район        |              |
| Зубані                   |              |
| Іванове Селище           |              |
| Великі Кринки            |              |
| Степове                  |              |
| Семимогили               |              |
| Глобине                  | Т 1716Т 1721 |